# Manhattan (настільна гра)
Manhattan — настільна гра, створена дизайнером Андреасом Зайфартом. У грі гравці змагаються за будівництво та контроль над хмарочосами, що приносить переможні очки. Гра отримала переважно позитивні відгуки та здобула премію Spiel des Jahres у 1994 році.

## Історія
Гру розробив Андреас Зайфарт, який до цього був маловідомим дизайнером, але згодом прославився завдяки Manhattan та іншій своїй грі — Puerto Rico. Ідея гри полягала в тому, щоб «підняти плоску гру в тривимірний простір». Оригінальне видання гри було опубліковано німецькою компанією Hans im Glück у 1994 році.
Англомовна версія гри з'явилася у 1996 році від Mayfair Games, а у 2007 році було випущено видання від Rio Grande Games.

## Ігровий процес
У грі Manhattan гравці прагнуть будувати хмарочоси, обираючи карти будівництва, місто на ігровій дошці та розміщуючи будівельні елементи на відповідних полях. Гравець може розмістити елемент на власному хмарочосі, на порожньому полі або на хмарочосі іншого гравця, якщо кількість поверхів його кольору дорівнює або перевищує кількість поверхів кольору гравця, який контролює хмарочос. Контроль визначається за верхнім елементом хмарочоса. Після розміщення шести елементів нараховуються очки за кожен хмарочос, а також бонусні очки за найвищий хмарочос і найбільшу кількість хмарочосів у кожному місті. Гра завершується після розміщення всіх двадцяти чотирьох елементів.

## Відгуки
Гра Manhattan отримала переважно позитивні відгуки. У 1994 році вона здобула премію Spiel des Jahres, а журі описало її як «оригінальну та надзвичайно захоплюючу», високо оцінивши доступність, взаємодію між гравцями та залученість. Проте деякі сучасні огляди були змішаними. Наприклад, Board Game Quest оцінив гру на три з п'яти зірок, похваливши її доступність і механіки, але розкритикувавши за недостатню складність, застарілий дизайн і обмежену привабливість для двох гравців. Огляд від Lautapeliopas визнав ігровий процес пристойним, але критикував компоненти гри та її масштабованість. Рецензенти з The Opinionated Gamers висловили різні думки: Кріс Врей високо оцінив доступність, оригінальність і складність гри, тоді як інші критикували її абстрактність, хаотичність і залежність від удачі, вважаючи ігровий процес застарілим.